# حرب الفلاحين في ألمانيا
حرب الفلاحين في ألمانيا وتترجمه بعض المصادر الحرب الفلاحية في ألمانيا (بالألمانية: Der deutsche Bauernkrieg) كتاب بقلم فريدريك إنجلز فيه سرد موجز لأحداث ثورة الفلاحين في أوائل القرن السادس عشر المعروفة باسم حرب الفلاحين الألمانية (1524-1525).

## الخلفية
كتب إنجلز الكتاب في لندن خلال صيف عام 1850، في أعقاب الانتفاضات الثورية بأعوام 1848-49 التي كثيرا ما يشير إليها بالكتاب بشكل مقارن. «مرت ثلاثة قرون منذ ذلك الحين» يكتب «وتغير العديد من الأمور؛ ومع ذلك فحرب الفلاحين ليست بعيدة عن نضالات يومنا هذا كما قد يبدو لنا، والخصوم الذين علينا مواجهتهم هم نفسهم بشكل عام.»
يشيد إنجلز بكتاب تاريخ حرب الفلاحين (1841-1843) بقلم المؤرخ فيلهلم تسيمرمان قائلا أنه «أفضل تجميع للبيانات الواقعية» بشأن حرب الفلاحين لعام 1525  ويعترف بأن معظم المواد المتعلقة بانتفاضات الفلاحين وتوماس مونتسر قد أخذها من كتاب تسيمرمان. حرب الفلاحين في ألمانيا ظهر أصلا في العددين الخامس والسادس من  نويه راينش تسايتونج-رفيو مجلة سياسية اقتصادية حررها كارل ماركس في هامبورغ، وأعيد إصداره في وقت لاحق بشكل كتاب.

معتمدا على غايات وأساليب المادية التاريخية، يقلل إنجلز من أهمية الأسباب السياسية والدينية للحرب التي كانت تطرح تقليديا، مع التركيز بدلا من ذلك على العوامل الاقتصادية المادية. "هذا الكتاب" إنجلز يكتب في مقدمة الطبعة الثانية، 
يسعى... لإثبات أن النظريات السياسية والدينية لم تكن أسباب [الصراع]، ولكن نتيجة تلك المرحلة من تطور الزراعة، الصناعة، الأراضي والممرات المائية، التجارة والتمويل، التي كانت موجودة آنذاك في ألمانيا. إن هذا المفهوم المادي الوحيد للتاريخ، نابع، ليس مني بل من ماركس ويمكن العثور عليها في أعماله عن الثورة الفرنسية 1848-9...."
يفصل إنجلز البنية الطبقية المعقدة في ألمانيا في عصر حرب الفلاحين، ويستكشف الدور الملتبس الذي لعبه الفرسان، صغار النبلاء الذين كان التزامهم بالحفاظ على السلطات الإقطاعية أهم من حلفهم مع الفلاحين. وبالمثل، يقدم إنجلز نقدا لاذعا لمارتن لوثر معتبرا إياه مصلحا انتهازيا من "الطبقة المتوسطة" وخائنا ليس للثورة فحسب ولكن لبعض مبادئه المسيحية المعروفة:
لوثر منح حركة العامة سلاحا قويا - ترجمة للكتاب المقدس. من خلال الكتاب المقدس، كان يناقض المسيحية الإقطاعية في عصره مع المسيحية المعتدلة في القرن الأول. وفي مواجهة المجتمع الإقطاعي المتداعي، طرح تصورا لمجتمع آخر يجهل هرمية الإقطاع المتشعبة والمصطنعة. وقد استخدم الفلاحون هذا السلاح على نطاق واسع ضد قوى الأمراء والنبلاء ورجال الدين. حينها رفع لوثر نفس السلاح ضد الفلاحين، واستخرج من الكتاب المقدس ترنيمة حقيقية للسلطات المستمدة من الله - إنجاز بالكاد تجاوزه أي خادم للملكية المطلقة. كانت الإمارة نعمة من الله، المقاومة السلبية، حتى القنانة، يُقرّ بها الكتاب المقدس.
بصفته مؤلفا تاريخيا، يحوي كتاب حرب الفلاحين في ألمانيا بعض العيوب. معربا عن اعتقاده بأن توماس مونتسر، الذي كان مؤيدا جذريا لإطاحة الفلاحين بجميع البنى الإقطاعية، كان سابقا لعصره ولذلك كان مصيره الهزيمة، يستخدم إنجلز أحيانا صياغة تتجاهل الفروقات التاريخية الخفيفة. بحسب وجهة نظر المؤرخ الخاصة، فيمكن تفسير الحرب، مثل فريدريك إنجلز، بأنها وضع فشلت فيه البرجوازية الناشئة (الطبقة المدينية) في الإصرار على استقلالية ما بمواجهة السلطة الأميرية، وتركت الطبقات الريفية لمصيرها.

## الحواشي
1. ↑  Frederick Engels, "The Peasant War in Germany" contained in the Collected Works of Karl Marx and Frederick Engels: Volume 10 (New York: International Publishers: 1978), pp. 397–482.
2. 1 2 3 4  The Peasant War in Germany, trans.
3. ↑  Note 294 contained in the Collected Works of Karl Marx and Frederick Engels: Volume 10, p. 686.
4. ↑  "The Peasant War in Germany by Friedrich Engels". مؤرشف من الأصل في 2018-07-15.
5. ↑  Frederich Engels, The Peasant War in Germany.